# White Man (film, 1995)
Pour les articles homonymes, voir White Man.
White Man (White Man's Burden) est un film américain réalisé par Desmond Nakano et sorti en 1995 lors de sa première et en 1996 en France.

## Synopsis
L'intrigue du film se situe dans une réalité alternative, où les personnes blanches sont pour la plupart au plus bas de l'échelle sociale. Louis Pinnock (John Travolta) est un employé modèle dans une usine dirigée par Thaddeus Thomas (Harry Belafonte). Alors que Pinnock livrait un colis chez Thomas, ce dernier le prend pour un voyeur, ce qui conduit au licenciement de Pinnock. Désespéré et expulsé de chez lui, Pinnock décide de kidnapper l'homme d'affaires et d'exiger une rançon.

## Fiche technique
- Titre français : White Man
- Titre original : White Man’s Burden
- Titre québécois : Jeu de pouvoir
- Réalisation : Desmond Nakano
- Scénario : Desmond Nakano
- Musique : Howard Shore
- Photographie : Willy Kurant
- Montage : Nancy Richardson
- Décors : Naomi Shohan
- Production : Lawrence Bender
  - Coproduction : Paul Hellerman
  - Production associée : Joann Fregalette Jansen
  - Production déléguée : Yves Marmion
- Sociétés de production : A Band Apart, Chromatic & Rysher Entertainment
- Société de distribution : Savoy Pictures
- Pays de production :  États-Unis
- Langue : Anglais
- Format : Couleur - Dolby Digital - 35 mm - 1.85:1
- Genre : Drame
- Durée : 85 min
- Dates de sortie : 
  - États-Unis : 1er décembre 1995
  - France : 3 janvier 1996
  - Belgique : 17 janvier 1996

## Distribution
- John Travolta (VF : Dominique Collignon-Maurin) : Louis Pinnock
- Harry Belafonte (VF : Med Hondo) : Thaddeus Thomas
- Kelly Lynch (VF : Chrystelle Labaude) : Marsha Pinnock
- Margaret Avery (VF : Élisabeth Wiener) : Megan Thomas
- Tom Bower : Stanley
- Andrew Lawrence (VF : Dimitri Rougeul) : Donnie Pinnock
- Bumper Robinson : Martin
- Tom Wright (en) (VF : Thierry Desroses) : Lionel
- Sheryl Lee Ralph (VF : Émilie Benoît) : Roberta
- Judith Drake : Dorothy
- Robert Gossett (VF : Patrice Melennec) : John
- Wesley Thompson : Williams
- Tom Nolan (VF : Thierry Buisson) : Johansson
- Willie C. Carpenter : Marcus
- Michael Beach(VF : Thierry Buisson) : un policier

## Autour du film
Tarantino et Travolta s'entendent sur l'intérêt de ce scénario original de Desmond Nakano. 
Le titre anglais du film, White Man's Burden, renvoie au poème The White Man's Burden (Le Fardeau de l'homme blanc) de Rudyard Kipling.
Le film est une uchronie, reprenant le principe du «monde à l'envers» afin de dépeindre les absurdités sociales et culturelles contemporaines. Ici le racisme et les inégalités inhérents à la civilisation des États-Unis sont dans le collimateur. White man colle à une réalité quotidienne et ne se projette pas dans une société futuriste. Il ne fait pas intervenir des éléments d'outre-espace ou des bouleversements de civilisation pour justifier la situation. Nous sommes juste dans l'Amérique du milieu des années 1990. Mais les rôles sont inversés. Les Noirs vivent dans de superbes villas et sont servis par de loyales nounous blanches, tandis que les Blancs se voient cantonnés aux emplois ingrats et aux quartiers décrépis, abandonnés par les services publics les plus élémentaires. 
Cette inversion donne lieu à des moments aigres et cinglants : un petit garçon blanc zappe devant une télé où ne passent que des programmes joués par des Noirs ; matraqué par ce fond culturel, il s'identifie à un super-héros noir plutôt qu'à un modèle positif ayant sa couleur de peau. Les publicités et les critères de beauté imposent les standards noirs et les Blancs en sont complètement absents. Les Blancs sont contrôlés sans ménagement par des policiers noirs brutaux ou expulsés par des propriétaires noirs peu scrupuleux. Dans les dîners huppés, un riche Noir égrène des banalités racistes à propos des Blancs, même si l'on souligne bien «qu'on aime beaucoup leur musique» !
Malgré la présence de John Travolta et le parrainage bienveillant de Quentin Tarantino, le film ne sort que tardivement sur les écrans américains où il ne fait guère recette. Puis, il sombre dans un certain oubli.